# Athens, Ohio
Athens là một thành phố thuộc quận Athens, tiểu bang Ohio, Hoa Kỳ. Năm 2010, dân số của thành phố này là 23832 người.

## Dân số
- Dân số năm 2000: 21342 người.
- Dân số năm 2010: 23832 người.